# Marco Friedl
Pour les articles homonymes, voir Friedl.
Marco Friedl est un footballeur autrichien, né le 16 mars 1998 à Kirchbichl, jouant au poste d'arrière gauche au Werder Brême.

## Biographie

### Bayern Munich
Il intègre l'équipe première du Bayern Munich en 2017. Le 22 novembre 2017, il joue son premier match de Ligue des champions face à Anderlecht. Il enchaîne le 25 novembre avec son premier match de Bundesliga.

### Werder Brême
À quelques jours de la fin du mercato hivernal 2018, il signe pour un prêt de 1 an et demi. En mai 2019, le Werder annonce que son prêt se transforme en achat. 

## Statistiques
| Saison                | Club                  | Championnat           | Championnat | Championnat | Coupe(s) nationale(s) | Coupe(s) nationale(s) | Compétition(s) continentale(s) | Compétition(s) continentale(s) | Compétition(s) continentale(s) | Total | Total |
| Saison                | Club                  | Division              | M.          | B.          | M.                    | B.                    | Comp.                          | M.                             | B.                             | M.    | B.    |
| 2017-2018             | Bayern Munich         | Bundesliga            | 1           | 0           | -                     | -                     | C1                             | 1                              | 0                              | 2     | 0     |
| Sous-total            | Sous-total            | Sous-total            | 1           | 0           | -                     | -                     | -                              | 1                              | 0                              | 2     | 0     |
| 2017-2018             | Werder Brême (prêt)   | Bundesliga            | 9           | 0           | -                     | -                     | -                              | -                              | -                              | 9     | 0     |
| 2018-2019             | Werder Brême (prêt)   | Bundesliga            | 7           | 0           | 2                     | 0                     | -                              | -                              | -                              | 9     | 0     |
| 2019-2020             | Werder Brême          | Bundesliga            | 27+2        | 1+0         | 3                     | 1                     | -                              | -                              | -                              | 32    | 2     |
| 2020-2021             | Werder Brême          | Bundesliga            | 32          | 0           | 2                     | 0                     | -                              | -                              | -                              | 34    | 0     |
| 2021-2022             | Werder Brême          | 2.Bundesliga          | 27          | 4           | 1                     | 0                     | -                              | -                              | -                              | 28    | 4     |
| 2022-2023             | Werder Brême          | Bundesliga            | 30          | 0           | 1                     | 0                     | -                              | -                              | -                              | 31    | 0     |
| 2023-2024             | Werder Brême          | Bundesliga            | 18          | 0           | 1                     | 0                     | -                              | -                              | -                              | 19    | 0     |
| Sous-total            | Sous-total            | Sous-total            | 152         | 5           | 10                    | 1                     | -                              | -                              | -                              | 162   | 6     |
| Total sur la carrière | Total sur la carrière | Total sur la carrière | 153         | 5           | 10                    | 1                     | -                              | 1                              | 0                              | 164   | 6     |

## Palmarès
|  |  | Bayern Munich - Supercoupe d'Allemagne - Vainqueur : 2017 - Bundesliga - Vainqueur : 2018 | Werder Brême - Championnat d'Allemagne D2 - Vice-champion : 2022 |